# Ulrich Schröter (Theologe)
Ulrich Schröter (* 15. Juni 1939 in Berlin; † 24. Mai 2018 ebenda) war ein deutscher evangelischer Theologe und Autor.

## Leben
Ulrich Schröter war ein Enkel des deutschen Bodenreformers Adolf Damaschke. Er wuchs in Sperenberg bei Zossen und ab 1945 in Ost-Berlin auf. Er besuchte ab 1949 das Evangelische Gymnasium (zum Grauen Kloster) in West-Berlin und legte dort 1958 das Abitur ab. Er studierte dann Theologie am Ostberliner Sprachenkonvikt und der Westberliner Kirchlichen Hochschule Berlin, am Katechetischen Oberseminar (KOS) in Naumburg (Saale) sowie ein Semester in Heidelberg und wurde 1966 ordiniert. Ab 1964 war er Repetent und Assistent am KOS, promovierte 1971 (Qualifikationsverfahren) mit Darstellung und Prüfung neuer Arbeiten zum hebräischen Verbalsystem. 1969–1983 lehrte er als Dozent für Hebräisch und Altes Testament am KOS, von 1973 bis 1977 war er zusätzlich Studentenpfarrer der Evangelischen Studentengemeinde Naumburg.
1978–1983 war er Mitglied der Synode der Evangelischen Kirche der Union. 1983–1991 wurde er zum Ausbildungsdezernenten (Konsistorialrat, später Oberkonsistorialrat) ins Evangelische Konsistorium Berlin-Brandenburg (Bereich Ost) berufen und war 1990 nebenamtlich Koordinator der Auflösung des Ministeriums für Staatssicherheit (MfS).
Ab 1991 leitete er das Evangelische Büro als Beauftragter der evangelischen Kirchen bei den Ländern Berlin und Brandenburg. 1999 ging er in den Ruhestand. 2000–2005 war er Vorsitzender der Arbeitsgemeinschaft für Berlin-Brandenburgische Kirchengeschichte (heute Verein für Berlin-Brandenburgische Kirchengeschichte).

## Auszeichnungen
- 2017: Horst-Dähn-Preis des Berliner Instituts für vergleichende Staat-Kirche-Forschung (für seine besonderen Leistungen bei der Aufarbeitung der jüngsten Geschichte, insbesondere der Evangelischen Kirche Berlin-Brandenburg)[2]

## Veröffentlichungen
Hebraistik
- Darstellung und Prüfung neuer Arbeiten zum hebräischen Verbalsystem. Naumburg (Saale) 1969 [maschinenschriftlich] (= Wissenschaftliche Qualifikationsarbeit, 1990 als Dissertation anerkannt).
- Biblisches Hebräisch. Textorientiertes Lehrbuch. Reichert, Wiesbaden 2017, ISBN 978-3-95490-134-0.
- Biblisches Hebräisch. Grundwortschatz. Reichert, Wiesbaden 2017, ISBN 978-3-95490-249-1.

Hymnologie
- „Dir, Herr, dir will ich mich ergeben“. Bibel und Gesangbuch in Mendelssohns Paulus. In: Archiv für Musikwissenschaft. Jg. 64, 2007, S. 35–55.
- „Höre, Israel“. Die Bibel in Mendelssohns Elias. In: Archiv für Musikwissenschaft. Jg. 66, 2009, S. 17–53.
- Variationsreichtum im christlichen Liederschatz. „Herr Gott, du kennest meine Tage“. In: Jahrbuch für Berlin-Brandenburgische Kirchengeschichte. Jg. 67, 2009, ISBN 978-3-88981-257-5, S. 213–235.
- Herr, lehre doch mich, dass … mein Leben ein Ziel hat. Überlegungen zu Johannes Brahms: Ein deutsches Requiem. In: Christian Ammer (Hrsg.): Wege zum Ziel. Evangelische Forschungsakademie, Hannover 2014, ISBN 978-3-9816328-1-1, S. 96–153.

DDR-Geschichte
- Die Staatssicherheit im kirchlichen Raum. Ein schwieriges Kapitel der DDR-Kirchengeschichte. In: Jahrbuch für Berlin-Brandenburgische Kirchengeschichte. Jg. 70, 2015, ISBN 978-3-88981-411-1, S. 291–306.

zusammen mit anderen:
- David Gill, Ulrich Schröter[3]: Das Ministerium für Staatssicherheit. Anatomie des Mielke-Imperiums. Rowohlt, Berlin 1991, ISBN 978-3-87134-017-8; als Taschenbuch: (rororo 9369) Rowohlt, Reinbek bei Hamburg 1993, ISBN 978-3-499-19369-9.
- Dieter Mechtel, Ulrich Schröter (Hrsg.): Zwie Gespräch. Beiträge zur Aufarbeitung der Stasi-Vergangenheit bzw. Beiträge zum Umgang mit der Staatssicherheit-Vergangenheit. Nr. 1–31, Fata Morgana Verlag, Berlin 1991–1995.
- Ulrich Schröter, Helmut Zeddies (Hrsg.): Nach-Denken. Zum Weg des Bundes der Evangelischen Kirchen in der DDR. Gemeinschaftswerk der Evangelische Publizistik, Frankfurt am Main 1995, ISBN 978-3-921766-77-4.
- Dieter Mechtel, Ulrich Schröter (Hrsg.): Beiträge zum Umgang mit der Staatssicherheits-Vergangenheit. Dokumentation einer Diskussion in der Zeitschrift "Zwie-Gespräch" zwischen 1991 und 1995. Trafo-Verlag Weist, Berlin 1996, ISBN 978-3-89626-094-9.
- Dieter Mechtel, Ulrich Schröter (Hrsg.): Beiträge zum Thema Staatssicherheit und Kirche. Dokumentation einer Diskussion in der Zeitschrift "Zwie-Gespräch" zwischen 1991 und 1995. Trafo-Verlag Weist, Berlin 1997, ISBN 978-3-89626-093-2.
- Uwe-Peter Heidingsfeld, Ulrich Schröter: „Meister“. Die MfS-Vorlaufakte des Thüringer Landesbischofs Werner Leich im Spiegel seiner Vermerke. Idea, Wetzlar 1996.
- Ulrich Schröter, Harald Schultze (Hrsg.): Im Schatten des Domes. Theologische Ausbildung in Naumburg 1949-1993. Evangelische Verlagsanstalt, Leipzig 2012, ISBN 978-3-374-03048-4.
- Ulrich Schröter (Hrsg. in Zusammenarbeit mit Hans Otto Bräutigam, Karl-Heinrich Lütcke und Gerburg Thunig-Nittner): Manfred Stolpe. Beraten & gestalten. Weggefährten erinnern sich. Wichern-Verlag, Berlin 2016, ISBN 978-3-88981-424-1.